# ベータコロナウイルス1
ベータコロナウイルス1（Betacoronavirus 1)は、ヒトや牛に感染するコロナウイルスの一種。エンベロープを持つ一本鎖+鎖RNAウイルスである。
ウイルスの分類において、ニドウイルス目コルニドウイルス亜目コロナウイルス科オルトコロナウイルス亜科ベータコロナウイルス属エンベコウイルス亜属に属する。他のエンベコウイルス亜属に属する種のように、ヘマグルチニン・エステラーゼ (HE)と呼ばれるスパイク状の表面タンパク質を持つ。